# Mareld (film)
Mareld är en svensk thrillerfilm från 2019. Filmen är regisserad av Ove Valeskog som även skrivit manus. Valeskog har även producerat filmen tillsammans med Viktor Åkerblom och Staffan Övgård.
Filmen hade premiär i Sverige den 15 november 2019, utgiven av Nordisk Film.

## Handling
Filmen handlar om ett gäng skådespelare som beger sig ut i skärgården för att spela in en film. Filminpelningen och skådespelarnas relationer dokumentärfilmas. Snart glider verkligheten och fiktionen samman.

## Rollista (i urval)
- Hanna Oldenburg – Nina
- Viktor Åkerblom – Gustav
- Moa Malan – Maria
- Matti Boustedt – Sonny
- Malin Barr – Thérèse
- Linnea Pihl – Maran